# Coccus viridis
Espèce
Coccus viridis (la cochenille verte ou cochenille verte du caféier) est une espèce d'insectes hémiptères de la famille des Coccidae, à répartition pantropicale.
La cochenille verte est un insecte piqueur suceur qui se nourrit de la sève des feuilles. Elle admet une gamme de plantes hôtes très diversifiée. Attaquant entre autres les cultures de caféier, d'agrumes et de cacaoyer, c'est un insecte ravageur de grande importance économique dans les vergers tropicaux. Ses dégâts directs sont aggravés par l'excrétion abondante de miellat qui entraîne la formation de fumagine.

## Description
Les femelles adultes, de forme ovale à ovale allongé, aplatie ou légèrement convexe, sont de couleur vert pâle, légèrement transparente, laissant apparaître des marques noires internes formant un motif en forme de U. Les adultes mesurent de 2,5 à 3,25 mm de long.
Les nymphes sont ovales, aplaties, de couleur vert blanchâtre. Elles ont six pattes courtes. Le développement nymphal compte trois stades, la nymphe devenant à chaque stade un plus grande et un peu plus convexe.
Les œufs de forme ovale allongée, sont vert blanchâtre. Ils sont pondus individuellement et éclosent sous la femelle qui les protège. L'éclosion se produit quelques minutes à plusieurs heures après la ponte.

## Biologie
Les populations de cochenilles vertes ne comprennent que des femelles qui se reproduisent parthogénétiquement.
Les adultes, comme les nymphes, se nourrissent de la sève qu'elles sucent dans le phloème des plantes hôtes.
Quand la population de cochenilles atteint une densité importante, cela entraîne le jaunissement des feuilles, qui peuvent même tomber par la suite, une perte de vigueur de la plante et une diminution du rendement.
En outre les cochenilles excrètent du miellat dont se nourrissent des abeilles, des guêpes, des fourmis et d'autres insectes. Le miellat favorise aussi la croissance de champignons formant une fumagine noire qui occulte la lumière sur les feuilles, réduisant la photosynthèse, et qui dégrade l'aspect des plantes et leur valeur commerciale, qu'il s'agisse de plantes ornementales ou de fruits.
Cette cochenille est particulièrement dommageable pour les jeunes arbres qui viennent d'être transplantés.

## Synonymes
Selon Catalogue of Life (6 octobre 2013) :
- Coccus viridis bisexualis Köhler, 1978
- Coccus viridis viridis Köhler, 1978
- Lecanium hesperidum africanum Newstead, 1906
- Lecanium viride Green, 1889

## Distribution
Coccus viridis est une espèce probablement d'origine brésilienne, mais son aire de répartition s'étend désormais à toutes les régions tropicales du monde. On rencontre cette cochenille notamment
- en Asie :  Bangladesh, Birmanie, Cambodge, Inde, Indonésie, Laos, Malaisie, Pakistan, Philippines, Sri Lanka, Taïwan, Thaïlande, Viêt Nam,
- en Afrique et dans les îles des océans Atlantique et indien : Afrique du Sud, Angola, Bénin, Cameroun, Cap-Vert, Côte d'Ivoire, Éthiopie, Ghana, Guinée, Kenya, Madagascar, Madère, Mali, Maurice, Niger, Nigeria, Principe, Ouganda, La Réunion, Sao Tomé-et-Principe, Sénégal, Seychelles, Sierra Leone, Tanzanie, Togo, Haute-Volta, Zaïre, Zambie,
- en Australasie et en Océanie : Australie, Îles Carolines, Fidji, Gilbert et Ellice, Hawaï, îles Mariannes, Nouvelle-Calédonie, Papouasie-Nouvelle-Guinée, Samoa, Archipel de la Société, Tonga, Nouvelle-Guinée occidentale,
- en Amérique du Nord : Mexique, États-Unis,
- en Amérique centrale : Antilles, Salvador, Guatemala, Nicaragua, Panama,
- en Amérique du Sud : Bolivie, Brésil, Colombie, Guyana, Pérou, Suriname, Venezuela[7].